# Acacia simulans
Acacia simulans är en ärtväxtart som beskrevs av Bruce R. Maslin. Acacia simulans ingår i släktet akacior, och familjen ärtväxter. Inga underarter finns listade i Catalogue of Life.